# 中國共產黨與世界政黨高層對話會
中國共產黨與世界政黨高層對話會（英語：CPC in Dialogue with World Political Parties High-level Meeting）是由中共中央對外聯絡部主辦的國際性政黨間交流會，前身為2014至2017年举办的中國共產黨與世界對話會。

## 对话会列表
| 次数 | 举办地             | 日期                    | 对话会主题                                         |
| ---- | ------------------ | ----------------------- | -------------------------------------------------- |
| 1    | 中华人民共和国北京 | 2017年11月30日至12月3日 | “构建人类命运共同体、共同建设美好世界：政党的责任” |
| 2    | 视频会议           | 2023年3月15日           | “现代化道路：政党的责任”                           |

## 历届对话会

### 2017年
首屆对话会於2017年11月30日至12月3日在中華人民共和國首都北京舉行。中共中央總書記習近平出席開幕式并發表主旨講話并與其他黨和國家領導人出席開幕式、全體會議、閉幕式等重要活動。這次對話會是中共十九大和習近平連任總書記後，首場由中國共產黨主辦的多邊外交活動。大會的主題為「構建人類命運共同體、共同建設美好世界：政黨的責任」，目的是深入了解十九大精神，主要是習近平新時代中國特色社會主義思想的內涵。對話會還提供一個平台讓世界各國政黨共同商議和平等交流，各國政黨也可以相互借鑒治黨理政經驗，提高執政或參政能力，政黨間通過相互溝通和深入交流，在重大戰略問題上形成更多共識。中聯部副部長郭業洲表示有全球120多個國家的200多個政黨報名參加該次高層對話會，是「出席人數最多的首次全球政黨領導人對話會」。

### 2023年
2023年3月15日，中国共产党与世界政党高层对话会将于北京时间以视频连线方式举行，主题为“现代化道路：政党的责任”中共中央总书记、国家主席习近平将出席高层对话会开幕式并发表主旨讲话，多国政党和政治组织领导人出席会议。开幕式上南非非洲人国民大会主席、总统拉马福萨、委内瑞拉统一社会主义党主席、总统马杜罗、塞尔维亚前进党主席、总统武契奇、蒙古人民党主席、政府总理奥云额尔登发言。 全体会议期间，巴布亚新几内亚潘古党领袖、政府总理马拉佩、南苏丹苏丹人民解放运动主席、总统基尔、尼加拉瓜桑地诺民族解放阵线总书记、总统奥尔特加、俄罗斯统一俄罗斯党最高委员会主席格雷兹洛夫、格林纳达民族民主大会党领袖、政府总理米切尔、多哥保卫共和联盟总司库、国民议会议长采冈、哈萨克斯坦“阿玛纳特”党主席科沙诺夫、东帝汶人民解放党主席、政府总理鲁瓦克发言。